# Плоидија
Хаплоидан је број хромозома у полним ћелијама (гаметима). Код врста које нису полиплоидне он представља једну гарнитуру хромозома и истовремено је упола мањи од диплоидног броја. Код полиплоидних врста је то број који је упола мањи у односу на број хромозома у телесним ћелијама исте врсте. Код човека број хромозома у телесним ћелијама је 46, а у полним дупло мање, 23. Другим речима нормалне ћелије садрже две гарнитуре хромозома.
Диплоидан број хромозома имају телесне ћелије. Дупло је већи од броја хромозома у полним ћелијама (хаплоидан). Код врста које нису полиплоидне он представља две гарнитуре хромозома: једна је пореклом од мајке, а друга од оца. У људским ћелијама он износи 46 хромозома или две гарнитуре по 23 хромозома. 
У ћелијама које имају овај број хромозома долази до образовања парова хомологих хромозома. Сваки пар има један мајчин, а други хромозом из очеве гарнитура. 
У хуманом кариотипу је 22 пара хомологих и један пар су полни хромозоми који су у:
- женском полу хомологи (XX);
- мушком полу хетерологи (XY).